# Нова хронологія
«Нова хронологія» (скорочено НХ) — псевдонаукова теорія радикального перегляду історії, створена групою під керівництвом академіка Російської академії наук математика Анатолія Фоменка. Здобула поширення в Росії в 1990-і роки та потім популяризовувалася в низці інших країн.
«Нова хронологія» стверджує, що світова історія до XVII ст. була сфальсифікована чи зазнала помилок, і «насправді» епохи середньовіччя й стародавнього світу тривали значно менше, ніж широко вважається. Теорія неодноразово спростована науковим співтовариством різними методами. Зокрема, проти неї виступили історики, археологи, лінгвісти, математики, астрономи і філософи.

## Головні ідеї
«Нова хронологія» пропонує, що:
- «Традиційна» історія упереджена, переобтяжена суб'єктивними поглядами, стверджує про вищість одних народів над іншими. На заміну їй повинна прийти нова історична наука, що оперує неупередженими фактами та сприяє об'єднанню народів на основі знання про їхнє минуле.
- Панівний погляд на всесвітню історію до XVII ст. н. е. хибний, містить мимовільні та навмисні спотворення, які утвердилися у XVII—XVIII ст. «Насправді» події історії стародавнього світу й середньовіччя відбувалися впродовж XIII—XVII століть. У рамках фальсифікацій хронологія Росії, її роль та місце у європейській та світовій історії цілковито викривлені. Головна мета цих фальсифікацій — не допустити відновлення Росією її колишньої величі.
- Існувала величезна держава («Імперія»), що виникла в дельті Нілу, поширилася на узбережжя Середземного моря, а пізніше її центр перемістився у Володимиро-Суздальську Русь, потім знану як Росія. В ході завоювань, названих монгольськими (але які «насправді» були слов'яно-тюркськими), вона поширила свою владу на величезних територіях Євразії, включно з Китаєм, Японією, Індією, Іраном, Іраком, Туреччиною, Західною Європою, Єгиптом. Потім, в ході колонізації, під її владою опинився також Американський континент. Османські завоювання слід тлумачити як наступну хвилю слов'яно-тюркської експансії. Русь і Туреччина в XVI ст. складали дві частини єдиної держави, що контролювала практично всю Євразію та Америку. Монархи Європи були васалами царя-хана, чий трон перебував на території Росії.
- Реформація була не просто суспільно-релігійним рухом у Європі, а повстанням західних васалів проти руської метрополії. Боротьба завершилася перемогою прозахідних сил і розпадом Імперії. Повстання Разіна та Пугачова були невдалими спробами відновити Імперію. Зокрема Пугачов очолював Велику Тартарію — державу, що простягалася на Сибір і частину Північної Америки. Переможці заснували в Москві династію Романових і переписали історичні документи, щоб сильно применшити роль Імперії та виставити її колишніх васалів самостійними утвореннями з давньою історією. Головні здобутки Імперії було приписано Римській імперії.
- Російська і тюркська мови домінували в Імперії. Від російської мови походить стародавня латина. Писемність виникла не раніше X ст.
- Головні сучасні релігії, включаючи християнство, іслам, юдаїзм і буддизм, походять з Русі. Ісус Христос — це насправді правитель Імперії, що народився та помер у Криму в XII ст. і здійснив релігійну реформу. Православ'я зберегло найбільше рис Христової релігії.

## Розвиток теорії
У 1980-х роках математик Анатолій Фоменко зацікавився ідеями революціонера Миколи Морозова початку ХХ століття. Морозов, перебуваючи в ув'язненні в Петропавлівській фортеці за терористичну діяльність, читав Біблійний «Апокаліпсис» і зробив висновок, що описані там астрономічні події не могли бути відомі в I столітті нашої ери, коли текст, ймовірно, був створений. Морозов дійшов висновку, що багато подій у світовій історії дублюють одна одну, а отже є фальшивками, створеними за єдиним зразком. Роботу Морозова розкритикували багато вчених, однак у 1930-х за революційну діяльність та заслуги в галузі біології та хімії його обрали почесним академіком СРСР.
Фоменко, бувши успішним математиком, у 1990-х роках разом із колегою, математиком Глібом Носовським розвинув концепцію Морозова, назвавши свої міркування «Новою хронологією» (НХ).За їхнім твердженням, вони застосували низку математичних методів до світової історії та виявили, що письмова історія світу значно коротша, ніж це широко вважається. Зокрема, що події античності відбувалися в Середньовіччі. В 1990 році вийшла монографія Фоменка «Методи статистичного аналізу наративних текстів і додатки до хронології» (Методы статистического анализа нарративных текстов и приложения к хронологии), а в 1993 — «Глобальна хронологія» (Глобальная хронология). В 1994 він видав англійською книгу про «геометричні та статистичні» методи датування астрономічних явищ, в 1994 — про датування наративних текстів. Термін «Нова хронологія» з'явився з публікацією в 1995 році книги «Нова Хронологія Русі, Англії та Риму» (Новая Хронология Руси, Англии и Рима). Надалі нові книги виходили регулярно по кілька видань щороку.
«Нову хронологію» підтримував та активно пропагував російський шахіст Гаррі Каспаров. Він писав, що теорія «пояснила багато речей», створював есе та виступав на телебаченні, де популяризовував погляди Фоменка-Носовського. Пізніше він відгукувався, що теорія Фоменка-Носовського має такі ж недоліки, як і «офіційна» історія, проте цінна тим, що ставить її під сумнів. Теорію підтримав також російський соціолог Олександр Зіновьєв та політик Едуард Лимонов.

## Аргументи на підтримку «Нової хронології»
- Математичні. Ще Морозов стверджував про хибність «традиційної хронології», демонструючи накладення історії ранньої Римської імперії на пізню та історії біблійних ізраїльських та юдейських царів на римських імператорів західної та східних частин Римської імперії. Фоменко та його послідовники стверджують, що записи діянь різних династій мають неймовірні з погляду математичної статистики збіги. Стверджується, що таких «паралелізмів» знайдено «кілька десятків» за допомогою певної суворої формалізованої обчислювальної процедури. Наприклад, московський цар Лжедмитрій та римський узурпатор Непоціан оголошуються тією самою людиною. Метод виявлення «паралелізмів», поряд з іншим близьким методом — методом «кореляції максимумів», називається математичною основою «Нової хронології»[8].
- Астрономічні. Морозов і Фоменко стверджують, що античні записи про астрономічні явища, особливо сонячні та місячні затемнення, можна порівняти з сучасними астрономічними відомостями та виявити, що ті явища не могли відбуватися в той час. Якщо деякі з затемнень описані в давніх текстах, наприклад, у «Альмагесті» II ст., то виникає питання, чому не описані інші, що мали би спостерігатися авторами. «Нова хронологія» пояснює розбіжності тим, що джерела, котрі «традиційно» відносяться до античності, насправді написані значно пізніше[9].
- Лінгвістичні. На думку Фоменка та Носовського, сліди реальних подій можна знайти в назвах. Наприклад, «Ассирія» — це похідне від «Русь-Орда», прочитаного задом наперед; ім'я Валдасар — це Владімір[10].

## Популярність
Усього було продано понад 1 млн примірників книг про «Нову хронологію». Американський історик Чарльз Гальперін стверджував, що теорію можуть підтримувати до 30 % росіян.

## Критика
Російський історик Ігор Данилевський охарактеризував «Нову хронологію» як популізм, що пропонує будь-кому відчути себе фахівцями з історії, не маючи для цього спеціальної підготовки, і поставив Фоменка поряд із Трохимом Лисенком. За словами Данилевського, весь «революційний» підхід Фоменка полягає в обзиванні фальсифікаціями всього, що не відповідає його фантазіям. Археолог Геннадій Кошеленко та історик Людмила Мартинович критикували теорію Фоменка як вигадку, що має одну мету — заробляти на ній гроші. «Нова хронологія» ігнорує різноманітність давніх писемних пам'яток і з її тез слідує ще більш абсурдний висновок — що якісь зловмисники масово створили в епоху Відродження величезну кількість текстів, які зумисне сховали в найнесподіваніших місцях — від куп сміття до обмоток мумій. При цьому тим зловмисникам довелося б знати одночасно мови та культури численних народів і якось узгоджувати фальшування текстів упродовж сторіч.
Українська історик Олена Мельникова зазначала, що ентузіазм Фоменка швидко комерціалізувався, а «Нова хронологія» стала брендом, який успішно продається. Фоменко пішов оригінальним шляхом, омолоджуючи всю світову історію замість задавнювати слов'янську, як інші лженауковці. Тим самим він прирівняв слов'ян до найдавніших цивілізацій, а потім став служити ідеології про вищість слов'ян і росіян над іншими народами. Як пояснював український філософ Петро Кралюк, «Нова хронологія» існує для виправдання євразійства, оскільки «російська національна самосвідомість, яка переважно була і залишається імперською, не може змириться з такою реальністю сьогоднішнього дня, як розвал СРСР». До подібного висновку прийшов і американський історик Чарльз Гальперін, який характеризував «Нову хронологію» як «більш славне віртуальне минуле Росії, коли Росія буквально правила майже всім світом, аніж реальне минуле».
Російський доктор фізико-математичних наук Михайло Городецький вказував, що метод пошуку «паралелізмів» підтасовує факти задля їх відповідності бажаному Фоменком і його послідовниками результату. Ті події та історичні постаті, що не вписуються в «Нову хронологію», просто ігноруються чи називаються незначущими. Отримані в результаті порівняльні таблиці справляють враження, якщо не знати як їх складено.
Юрій Красильніков зазначав, що близько третини затемнень, дати яких розраховані сучасними вченими, і які Фоменко використовує на користь своєї теорії, не могли спостерігатися в Європі, Африці та на заході Азії, а отже не могли бути згадані античними авторами. Тоді як затемнення, описані ними, зокрема наведені в списку «Альмагест», чудово вкладаються в «традиційну» хронологію.
Російський географ Володимир Дергачов критикував Фоменка за те, що той відкидає значущість радіовуглецевого датування, описуючи його неточним і таким, що застосовується, коли немає інших способів визначити дату створення якого-небудь артефакта. Проте радіовуглецеве датування широко використовується для уточнення дат, а твердження про його ненадійність базовані на застарілих працях 1960-70-х років.
Російський лінгвіст Андрій Залізняк писав: «Лінгвістичні помилки, яких припускається А. Т. Ф., настільки грубі, що в математиці їм відповідали б, наприклад, помилки в таблиці множення». 
У 2000 році вийшла збірка праць науковців «История и антиистория: критика „новой хронологии“ академика А. Т. Фоменко», а в 2001 — збірка-аналіз відповіді Фоменка на неї.
У 2010 році Російська православна старообрядницька церква засудила вчення «Нової хронології» та визнала його несумісним із православною вірою. Несхвально про «Нову хронологію» відгукувалися також представники Російської православної церкви.

## Аналогії
Ядерна війна XIX століття. У 2010-і російський танкіст Олексій Кунгуров висунув власну ідею про те, що близько двохсот років тому в Північній півкулі Землі, переважно на території Російської Імперії, точилася війна з повномасштабним застосуванням ядерної зброї, внаслідок якої сталися глобальні кліматичні катаклізми, розвинена світова цивілізація занепала, а документальні свідчення цього було знищено. Як «докази» він наводив молодість лісів Росії, 1816-й «рік без літа», фото безлюдних міст XIX ст., велику кількість озер круглої форми, що нібито були вирвами від вибухів.